# The History of Blue System
The history of Blue System es un álbum recopilatorio que abarca la carrera de la banda alemana Blue System desde 1987 hasta 1997. Fue lanzado al mercado el 8 de mayo de 2009. Es editado bajo el sello Sony Music y producido, compuesto y arreglado por Dieter Bohlen y coproducido por Luis Rodriguez. 

## Lista de canciones

### Disco 1
| #   | Título                                                                      | Tiempo |
| --- | --------------------------------------------------------------------------- | ------ |
| 1.  | "Sorry Little Sarah (7 Version)"                                            | 3:31   |
| 2.  | "Big Boys Don't Cry (Long Version)"                                         | 5:26   |
| 3.  | "Love Me More"                                                              | 4:56   |
| 4.  | "G.T.O."                                                                    | 3:28   |
| 5.  | "My Bed Is Too Big (7 Version)"                                             | 3:15   |
| 6.  | "Under My Skin"                                                             | 3:32   |
| 7.  | "Silent Water"                                                              | 3:25   |
| 8.  | "Love Suite (7 Remix)"                                                      | 3:14   |
| 9.  | "Magic Symphony"                                                            | 3:35   |
| 10. | "Love Me On The Rocks"                                                      | 3:27   |
| 11. | "Everything I Own"                                                          | 3:14   |
| 12. | "48 Hours"                                                                  | 3:51   |
| 13. | "Love Is Such A Lonely Sword" (Maxi Version) Voz adicional - Audrey Motaung | 6:26   |
| 14. | "When Sarah Smiles"                                                         | 3:45   |
| 15. | "Lucifer"                                                                   | 3:40   |
| 16. | "Testamente D'Amelia (Long Version)"                                        | 5:18   |
| 17. | "Déjà Vu"                                                                   | 3:39   |
| 18. | "It's All Over" Featuring - Dionne Warwick                                  | 3:53   |
| 19. | "Praying To The Aliens"                                                     | 3:46   |
| 20. | "Romeo And Juliet"                                                          | 3:47   |

Todas las canciones fueras compuestas por Dieter Bohlen.

### Disco 2
| #   | Título                                       | Tiempo |
| --- | -------------------------------------------- | ------ |
| 1.  | "History"                                    | 3:37   |
| 2.  | "Operator"                                   | 3:14   |
| 3.  | "Michael Has Gone For A Soldier"             | 4:21   |
| 4.  | "6 Years - 6 Nights"                         | 3:46   |
| 5.  | "If I Will Rule The World"                   | 3:44   |
| 6.  | "Sacrifice"                                  | 4:49   |
| 7.  | "When Bogart Talks To You]"                  | 3:46   |
| 8.  | "Dr. Mabuse (Maxi Edit)"                     | 6:01   |
| 9.  | "Laila"                                      | 3:26   |
| 10. | "Thank God, It's Friday Night"               | 3:17   |
| 11. | "My Bed Is Too Big (Instrumental)"           | 3:17   |
| 12. | "Under My Skin (Dubbing)"                    | 3:52   |
| 13. | "Magic Symphony (Instrumental)"              | 3:35   |
| 14. | "48 Hours (Instrumental)"                    | 3:50   |
| 15. | "Love Is Such A Lonely Sword (Instrumental)" | 3:54   |
| 16. | "Lucifer (Instrumental)"                     | 3:31   |
| 17. | "Déjà Vu (Instrumental)"                     | 3:51   |
| 18. | "Romeo And Juliet (Instrumental)"            | 3:51   |
| 19. | "History (Instrumental)"                     | 3:35   |
| 20. | "6 Years - 6 Nights (Instrumental)"          | 3:45   |

Todas las canciones fueras compuestas por Dieter Bohlen.

## Créditos
- Trabajo de arte - ebbe & flut
- Coproductor - Luis Rodriguez (canciones: 1-1 a 2-7, 2-11 a 2-20)
- Compilación - Frank Eberlein
- Productor, arreglos - Dieter Bohlen
- Composición - Dieter Bohlen
- Remasterización digital - MM-Sound Digital Mastering Studio GmbH
- Distribución - Sony Music Entertainment